# Белоградовка (Тимирязевский район)
Белоградовка (каз. Белоградовка) — село в Тимирязевском районе Северо-Казахстанской области Казахстана. Административный центр Белоградовского сельского округа. Код КАТО — 596234100.

## Население
В 1999 году население села составляло 727 человек (356 мужчин и 371 женщина). По данным переписи 2009 года, в селе проживало 431 человек (217 мужчин и 214 женщин).